# 阿宗高広
阿宗 高広（あそう たかひろ、1985年12月7日 - ）は、山形県上山市出身の元陸上競技選手。

## 来歴
山形県立山形中央高等学校から国士舘大学に進学。箱根駅伝では第82回（2006年）に初出場するが、1区区間20位（1時間05分54秒）と振るわなかった。しかし第83回（2007年）は8区区間8位（1時間07分41秒）、第84回（2008年）では4区を走り、20位スタートで1人も走者を抜かないまま区間賞を獲得（55分24秒）。
実業団の愛三工業では主将としてチームを引っ張り、ニューイヤー駅伝やハーフマラソンなどで活躍した。2016年3月に引退している。

## 記録
- 第84回東京箱根間往復大学駅伝競走 4区区間賞
- 2011年姫路城ロードレース大会 10マイルの部優勝

### 自己ベスト
- 5000m：13分44秒13 (2010年4月18日 日本体育大学記録会)
- 10000m：28分42秒55 (2013年5月11日 第57回中部実業団対抗陸上競技大会)
- ハーフマラソン：1時間02分36秒 (2012年3月18日 第40回全日本実業団ハーフマラソン)
- 30km：1時間32分51秒 (2010年2月28日 第54回熊本城マラソン30kmロードレース)